# Lindsay Hoyle

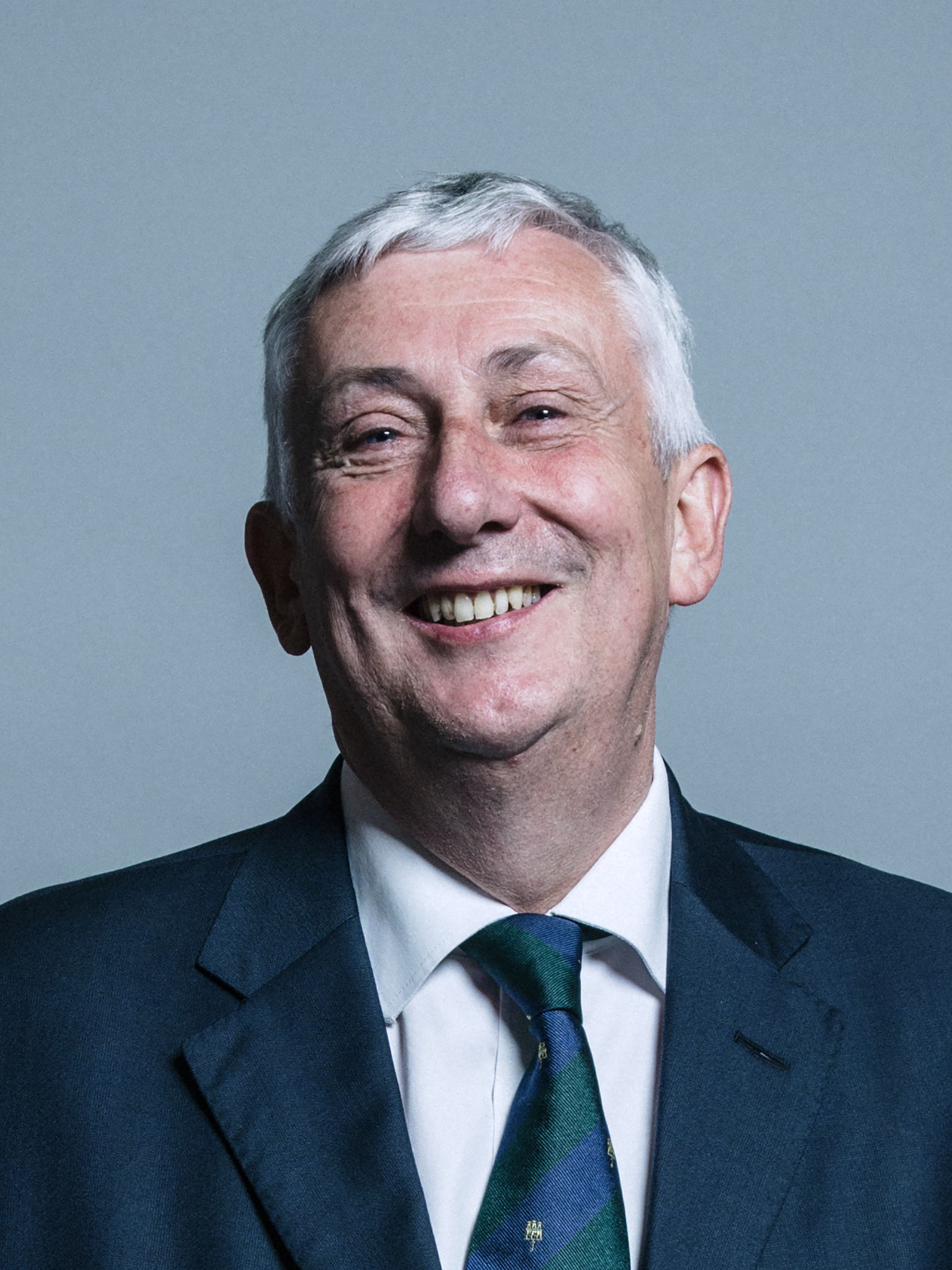
Lindsay Hoyle (2017)

Lindsay Harvey Hoyle, född 10 juni 1957 i Adlington, Lancashire, är en brittisk politiker som är det brittiska underhusets talman (Speaker of the House of Commons) från november 2019.
I underhuset representerar Hoyle valkretsen Chorley sedan valet 1997. Han var tidigare medlem av Labourpartiet och var biträdande talman från 2010 till 2019. Han efterträdde John Bercow som talman 4 november 2019, han omvaldes som talman 9 juli 2024.